# Rexford (Kansas)
Rexford es una ciudad ubicada en el condado de Thomas en el estado estadounidense de Kansas. En el año 2010 tenía una población de 232 habitantes y una densidad poblacional de 331,43 personas por km².

## Geografía
Rexford se encuentra ubicada en las coordenadas 39°28′14″N 100°44′38″O / 39.47056, -100.74389 (39.470512, -100.743975).

## Demografía
Según la Oficina del Censo en 2000 los ingresos medios por hogar en la localidad eran de $40,156 y los ingresos medios por familia eran $39,688. Los hombres tenían unos ingresos medios de $34,375 frente a los $24,375 para las mujeres. La renta per cápita para la localidad era de $21,301. Alrededor del 2.5% de la población estaban por debajo del umbral de pobreza.